# A szabadság himnusza
A szabadság himnusza (eredeti cím: Amazing Grace) 2006-ban bemutatott brit-amerikai életrajzi filmdráma. A produkciót Michael Apted rendezte Steven Knight forgatókönyvéből, a történet pedig William Wilberforce brit politikusról és az atlanti rabszolga-kereskedelem megszüntetésének élharcosáról szól. A főszerepet Ioan Gruffudd játszotta, mellette Romola Garai, Ciaran Hinds, Rufus Sewell és Youssou N’Dour alakították a főbb szerepeket.
A filmet először a Torontói Nemzetközi Filmfesztiválon mutatták be 2006. szeptember 16-án, mint a fesztivál zárófilmje. Az Egyesült Királyságban 2007. február 23-án, az Amerikai Egyesült Államokban 2007. március 23-án mutatták be a mozikban; Magyarországon a Best Hollywood Kft. forgalmazásában jelent meg DVD-n 2008-ban.

## Cselekmény
William Wilberforce egy brit politikus, aki egy megvilágosodás után teológiát kezd tanulni és a Church of England evangélikus részlegéhez csatlakozik. Wilberforce veszélyes küldetésbe vág, megpróbálja eltörölni a brit rabszolgakereskedést, amiben egykori mentora, a megtért rabszolgaszállító kapitány John Newton is támogatását nyújtja. 15 évig hiába kűzd, nem jut előrébb, azonban miközben szívét kúráltatja, összeismerkedik Barbara Spoonerrel, akivel egymásba szeretnek. A nő visszahozza belé a küzdeni akarást, így Wilberforce fiatalkori barátjára, a miniszterelnökké vállt William Pitt segítségével egy kiskaput próbál kijátszani; miközben próbálják elterelni az ellenzéket vezető Lord Tarleton figyelmét.

## Szereplők
| Színész                | Szerep               | Magyar hang        |
| ---------------------- | -------------------- | ------------------ |
| Ioan Gruffudd          | William Wilberforce  | Viczián Ottó       |
| Romola Garai           | Barbara Spooner      | Major Melinda      |
| Benedict Cumberbatch   | William Pitt         | Bozsó Péter        |
| Albert Finney          | John Newton          | Kristóf Tibor      |
| Michael Gambon         | Lord Charles Fox     | Csuha Lajos        |
| Rufus Sewell           | Thomas Clarkson      | Csankó Zoltán      |
| Youssou N’Dour         | Olaudah Equiano      | Vass Gábor         |
| Ciarán Hinds           | Lord Tarleton        | Barbinek Péter     |
| Toby Jones             | Clarence hercege     | Szokol Péter       |
| Nicholas Farrell       | Henry Thornton       | Rosta Sándor       |
| Sylvestra Le Touzel    | Marianne Thornton    | Menszátor Magdolna |
| Jeremy Swift           | Richard, a komornyik | Elek Ferenc        |
| Stephen Campbell Moore | James Stephen        | Damu Roland        |
| Bill Paterson          | Lord Dundas          | Várday Zoltán      |

## Díjak és jelölések
| Év   | Díj                                  | Kategória                         | Jelölt                                 | Eredmény |
| ---- | ------------------------------------ | --------------------------------- | -------------------------------------- | -------- |
| 2008 | Evening Standard British Film Awards | Legjobb forgatókönyv              | Steven Knight                          | Jelölve  |
| 2008 | London Film Critics' Circle          | Kiemelkedő brit színészi alakítás | Benedict Cumberbatch                   | Jelölve  |
| 2008 | Christopher-díj                      | Legjobb egész estés film          | A szabadság himnusza                   | Elnyerte |
| 2008 | Genesis Awards                       | Legjobb egész estés film          | A szabadság himnusza                   | Jelölve  |
| 2007 | Humanitas Prize                      | Legjobb egész estés film          | A szabadság himnusza                   | Jelölve  |
| 2007 | Satellite Award                      | Legjobb látványtervezés           | David Allday Matthew Gray Charles Wood | Jelölve  |
| 2007 | Satellite Award                      | Legjobb jelmeztervezés            | Jenny Beavan                           | Jelölve  |